# Ади, Александра
Алекса́ндра А́ди (англ. Alexandra Adi; 13 апреля 1971, Флорида, США) — американская актриса.

## Биография
Александра Ади родилась 13 апреля 1971 года во Флориде (США), а выросла в Нижней части Нью-Йорка. В 1993 году она окончила Барнард-колледж.
Александра начала свою кинокарьеру в 1995 году. В 1996 году сыграла роль Линды в эпизоде телесериала «Приключения Пита и Пита». По состоянию на 2012 год, Ади сыграла в 18-ти фильмах и телесериалах.
С 2003 года Александра замужем за Джерри Эй Гринбергом. Семейство проживает в Лос-Анджелесе, штат Калифорния, и владеют благотворительным фондом «The Jerry and Adi Greenberg Charitable Foundation».

## Избранная фильмография
| Год       |    | Русское название                  | Оригинальное название                    | Роль                                              |
| --------- | -- | --------------------------------- | ---------------------------------------- | ------------------------------------------------- |
| 1997      | ф  | Полицейские                       | Cop Land                                 | Лиз в молодости                                   |
| 1997—1998 | с  | Шаг за шагом                      | Step by Step                             | Саманта Милано                                    |
| 1999      | ф  | Королевы убийства                 | Jawbreaker                               | чирлидерша № 1                                    |
| 1999      | ф  | Американский пирог                | American Pie                             | девушка из Центрального Мичиганского университета |
| 1999—2000 | мс | Звёздный десант                   | Roughnecks: Starship Troopers Chronicles | врач                                              |
| 2002      | ф  | Шлёпни её, она француженка        | Slap Her... She's French                 | Эшли Лопес                                        |
| 2005      | ф  | Морг                              | Mortuary                                 | Лиз                                               |
| 2010—2011 | с  | C.S.I.: Место преступления Майами | CSI: Miami                               | Никки Вега                                        |